# Herat (provins)
Heratprovinsen er en af Afghanistans 34 provinser. Sammen med Badghis, Farrah og Ghowr udgør de den vestlige region af landet. Hovedbyen og administrationsbyen hedder også Herat, og provinsens nærhed til Iran gør området sensitivt, siden Iran forsøger at beskytte sine interesser i Afghanistan i tiden efter Taliban. Floden Hari Rud løber gennem provinsen.
Provinsen var en af de første betydelige krigszoner i den sovjetiske invasion i Afghanistan og forblev et aktivt guerilla-område. Den lokale militære kommandør og mujahedin Ismail Khan ledede modstanden mod det sovjetiske styre fra 1979 til Sovjet trak sig ud i 1988. Da Sovjet trak sig ud, blev Khan guvernør af provinsen, en position han havde til Taliban overtog kontrollen i 1995. Efter at Taliban blev fjernet i 2001 af Nordalliancen (støttet af den amerikanske invasion af Afghanistan), blev Khan guvernør igen. 
Khan blev fjernet som guvernør i september 2004, efter at han havde styret mere eller mindre enevældig, til trods for forsøg fra den provisoriske regering (ledet af Hamid Karzai) på at svække hans magt. Khans styre var kontroversielt, men har været fri for den vold, som har plaget flere andre regioner i Afghanistan efter Taliban.

## Tidligere guvernører
- Khirullah Said Wali Khairkhwa (1999-2001) er fange i Guantanamo-lejren,  (april 2010).

34°N 62°Ø / 34°N 62°Ø